# Gamora
Gamora Zen Whoberi Ben Titan, of kortweg Gamora, is een personage uit de strips van Marvel Comics. Ze kwam voor het eerst voor in Strange Tales # 180 (juni 1975) en werd bedacht door Jim Starlin. Gamora is de geadopteerde dochter van Thanos en is in de comics de laatste van haar soort. Ze is vooral bekend als lid van de Guardians of the Galaxy.
De Nederlandse stem van Gamora is Jannemien Cnossen.

## Biografie
Gamora Zen Whoberi Ben Titan (Gamora) is de laatste overlevende van haar ras. Ze werd opgevoed door Thanos die geavanceerde technologie gebruikte om Gamora bovenmenselijke gaven te geven en haar te gebruiken als zijn persoonlijke wapen. Later besefte Gamora hoe kwaadaardig Thanos was en keerde zich tegen hem. Hierna ging ze de ruimte verkennen en goede daden verrichten. Ook kwam ze de Guardians of the Galaxy tegen waar ze zich bij aansloot. Hierdoor kreeg ze een aantal goede vrienden en een doel in haar leven.

## In andere media

### Marvel Cinematic Universe
Sinds 2014 verscheen het personage in het Marvel Cinematic Universe en wordt vertolkt door Zoë Saldana. Ze maakte haar eerste optreden in de film Guardians of the Galaxy. Gamora is de adoptiedochter van superschurk Thanos en werkte voor Ronan the Accuser. In opdracht van Ronan moet ze een van de oneindigheidstenen zien te bemachtigen. In plaats van de steen af te leveren aan Ronan, besluit Gamora samen te gaan werken met Star-Lord, Rocket Raccoon, Groot en Drax the Destroyer om het heelal te redden. Sindsdien is Gamora lid van de Guardians of the Galaxy en vecht onder andere tegen de vader van Star-Lord. Thanos is ondertussen nog steeds op zoek naar de Infinity Stones en dat proberen de Guardians tegen te houden. Gamora heeft als enige de locatie van een van de Infinity Stones. Thanos dwingt Gamora de locatie te vertellen waardoor ze de locatie onthuld. Om de benodigde Infinity Stone te krijgen moet Thanos een offer maken om de Stone de bemachtigen. Thanos offert hierdoor zijn dochter Gamora op. Nadat Thanos alle Infinity Stones had verzameld roeide hij de helft van alle levende wezens uit waardoor de Avengers terug in de tijd gingen om zelf de Infinity Stones te bemachtigen. Hier kwam Nebula Gamora uit 2014 tegen en nam haar mee naar het heden. Na het grote gevecht tegen Thanos voegt Gamora zich met de Ravagers onder leiding van Stakar Ogord. Ter bescherming van de Guardians of the Galaxy moet Gamora het team ondersteunen, namens de Ravagers, in hun missie Rocket te redden en de High Evolutionary te verslaan. Gamora is te zien in de volgende films en serie:
- Guardians of the Galaxy (2014)
- Guardians of the Galaxy Vol. 2 (2017)
- Avengers: Infinity War (2018)
- Avengers: Endgame (2019)
- What If...? (2021-2023) (stem ingesproken door Cynthia McWilliams) (Disney+)
- Guardians of the Galaxy Vol. 3 (2023)

### Televisieseries
Gamora komt voor in de animatieseries Ultimate Spider-Man, Avengers Assemble, Hulk and the Agents of S.M.A.S.H. en Guardians of the Galaxy. Haar Nederlandse stem wordt hierbij ingesproken door Jannemien Cnossen. 

### Computerspelen
Sinds 2014 is er een verzamelfiguur van het personage Gamora voor het computerspel Disney Infinity. Zodra deze figuur op een speciale plaat wordt gezet, verschijnt het personage in het spel. Ook hiervoor werd de Nederlandse stem  ingesproken door Jannemien Cnossen.